# 西點林鴞
西點林鴞（學名：Strix occidentalis，Spotted owl）長43厘米，翼展114厘米及重約600克。鳥蛋長約5厘米，呈白色，表面光滑。雌鳥會負責孵化及照顧幼鳥，而雄鳥則會覓食。幼鳥的平均生存率為11%，平均出生率為每對有0.58隻幼鳥。西點林鴞有3個亞種，包括北方斑點鴞、指名亞種及墨西哥西點林鴞。吉拉荒野保護區是墨西哥亞種最大群落的家園。西點林鴞的外觀像橫斑林鴞，但下身的斑紋呈交叉狀。橫斑林鴞的身型較大及較灰色。指名亞種及北方斑點鴞近年受到橫斑林鴞的取代。雖然兩者是會混種，但其基因卻很獨特。

## 分佈
北方斑點鴞的分佈地由英屬哥倫比亞西南部經華盛頓州西部及俄勒岡州至加利福尼亞州中北部海岸的馬林縣。指名亞種與北方斑點鴞的分佈地在喀斯喀特山脈南部重疊A，向南延伸至內華山脈

## 植物群落
北方斑點鴞生活在華盛頓州喀斯喀特山脈東部的西黃松及黃杉屬森林，與及加利福尼亞州西北部黃杉屬及常綠硬木森林。在大部份的分佈地中，它們會站在黃杉屬、西部鐵杉、北美喬柏、巨冷杉、太平洋銀冷杉、西加雲杉及加州紅木之上。
指名亞種會生活在硬木及針葉林。已有棲息的針葉林包括針葉混林、加利福尼亞州的紫果冷衫及西黃松和傑弗里松。加洲月桂樹、西黃松及峡谷櫟都是指名亞種所使用的硬木針葉混林。它們會棲息在河岸及橡樹的硬木林地。
墨西哥西點林鴞棲息在多種不同的環境。西黃松、甘比耳氏櫟及以黃杉屬和科羅拉多冷杉為主的針葉混林都是它們棲息的地方。在亞利桑那州，它們會選擇西黃松及甘比耳氏櫟；而在新墨西哥州的則會喜歡針葉混林。亞利桑那州大部份的繁殖地都是針葉混林或松櫟的環境，但也有一些群落生活在常綠林地。松屬及刺柏屬林地可以提供非繁殖的棲息地。不過，在新墨西哥州的群落則會避開這些環境。其他的林地包括河岸林地、橡樹林地、松樹林地、及綠干柏林地。山區草坪也可以作為覓食的地方。山區及沙漠叢林可以讓幼鳥及遷徙的成鳥作為過冬的地方。

## 生命階段

### 遷徙
雖然西點林鴞並非候鳥，但個別也會在冬天及繁殖季節遷徙一後短距離。遷徙的指名亞種會於10月至12月離開其繁殖地，並於2月至4月中回來。在亞利桑那州、新墨西哥州、科羅拉多州及猶他州的墨西哥西點林鴞則會在11月及12月離開繁殖地，待1月至4月才回來。遷徙中的西點林鴞會棲息在一般認為並不適合其生活的環境。

### 繁殖循環
西點林鴞的繁殖季節介乎初春至夏末或秋天。繁殖期的西點林鴞會於2月或3月出現一些產前行為，包括起舞及一同棲息。在俄勒岡州西部的群落會於3月9日至4月19日間生蛋。它們需要30日來孵蛋，雛鳥會於4月8日至5月20日間出生。雛鳥到了34-36天大就會獨立，並於9月至10月間開始離開。在亞利桑那州中北部的墨西哥西點林鴞由換羽至獨立需要87-101天，並於8-10月間開始離巢。指名亞種的離巢期各有不同。

### 繁殖輸出
西點林鴞是一夫一妻制的，若未能成功繁殖也很少會重新築巢。它們每次會生1-3隻蛋。
西點林鴞的繁殖輸出各有差異。在加利福尼亞州西北部的群落，每年的繁殖輸出為每對0.15-0.81隻雛鳥。而年內產最少1隻雛鳥的比率為0-80%。一項研究指在加利福尼亞州的北方斑點鴞及指名亞種在8年間的換羽率就介乎0-100%。而在內華達山脈南部的群落，其每年繁殖率為每對0.07-1.67隻雛鳥。
多種因素都會令它們的繁殖輸出出現差異，例如它們並非每年也會繁殖。在俄勒岡州西部，繁殖期的北方斑點鴞佔了平均的62%。另一種因素是它們的年齡。西點林鴞一般要到3歲才會繁殖，但也有1歲就會繁殖的。在華盛頓州及俄勒岡州，大部份的西點林鴞都是在2歲時配對。由1歲大的西點林鴞所生的雛鳥比率為0.074隻；兩歲的是0.208隻；3歲的則是0.372隻。地盤特徵是另一個會影響繁殖輸出的因素，棲息在較高海拔的北方斑點鴞的出生率會較低。氣候及食物是最為影響它們繁殖的因素，於繁殖期間的低雨量及溫暖天氣可以幫助它們繁殖。

### 分散
幼鳥會於夏末或秋天離巢。俄勒岡州及華盛頓州的北方斑點鴞會於10月-4月間在過冬地點棲息，之後再分散到繁殖地。一些是會留在繁殖地，另一些則會只待到2-5歲。大部份西點林鴞只會遷徙少於30公里。只有8.7%的北方斑點鴞是會遷徙多於50公里。
有時成鳥會遷出其地盤。每年在俄勒岡州及華盛頓州就有6.6%的北方斑點鴞是會遷徙的。雌鳥、3-4歲大的成鳥及沒有交配的個體最有可能是會遷徙的。成鳥平均的遷徙距離炭6.14公里。

### 壽命
西點林鴞很長壽，可以活到16-17歲。成鳥的存活率每年為80%
幼鳥及亞成體的存活率比成鳥的為低及不穩定。北方斑點鴞幼鳥的每年存活率為21-29%。墨西哥西點林鴞的每年存活率為64.4%。
西點林鴞的致死原因是受到掠食及飢餓。68%的北方斑點鴞幼鳥死於掠食，26.2%則是飢餓而死。墨西哥西點林鴞的成鳥及幼鳥也是死於飢餓及被掠食。幼鳥也會曝曬而死。意外也會是致死的原因。67%的北方斑點鴞是死於其他原因，包括疾病等。

## 食性
西點林鴞是夜間活動的，有時也會在日間覓食。它們會停留等待獵物出現，並俯衝捕獵，也會在樹穴抓食。它們會捕獵昆蟲或蝙蝠。
食性可以影響西點林鴞的繁殖輸出。在加利福尼亞州，繁殖期間的獵物大小明顯較非繁殖期的大。
西點林鴞的獵物一般都包含哺乳動物，包括鼯鼠、暗足林鼠、叢尾林鼠及墨西哥林鼠。北方鼯鼠就佔了墨西哥西點林鴞及指名亞種30%以上的食物。林鼠屬也是3個亞種的主要食物。它們也會吃其他的哺乳動物，包括白足鼠屬、平齒囊鼠屬、田鼠屬、白靴兔、林兔及赤樹䶄。
非哺乳動物的獵物包括鳥類、兩棲類及昆蟲。鳥類獵物包括細小的貓頭鷹、啄木鳥等。昆蟲只佔了它們食物的很少部份。它們很少會吃兩棲類及爬行類。

## 掠食者
鳥類及哺乳動物（如漁貂）會掠食西點林鴞的鳥蛋及幼鳥。蒼鷹及烏鴉會掠食幼鳥，而大雕鴞、紅尾鵟及金雕則會掠食幼鳥及成鳥。大雕鴞及橫斑林鴞會與它們競爭食物及地方。橫斑林鴞影響著北方斑點鴞在某些地區的生存率。

## 保育狀況
北方斑點鴞及墨西哥西點林鴞的群落在美國都列為瀕危。北方斑點鴞的數量正在大幅下降，每年約有50%的群落在北邊消失。在英屬哥倫比亞現存就只有少於30對，估計在未來幾年就會從加拿大絕跡。指名亞種並未出現瀕危情況，不過，它們正受到密切注視。
西點林鴞的所有亞種一直都是保育人士及伐林業或發展商之間的磨心。於2008年2月，在亞利桑那州、猶他州、科羅拉多州及新墨西哥州就有34800平方公里訂定為貓頭鷹的棲息地。這個決定受到畜牧業的挑戰，但最終得以維持。這些棲息地的訂立可以確保美國的伐林並不影響鳥類的復甦。

## 外部連結
- Congressional Research Service (CRS) （页面存档备份，存于）
- Internet Bird Collection （页面存档备份，存于）
- VIREO （页面存档备份，存于）